# Neuweiler (Alsdorf)
Neuweiler ist ein nördlicher Stadtteil von Alsdorf in der Städteregion Aachen. Im Süden schließen sich der Alsdorfer Stadtteil Schaufenberg und Stadtmitte an. Im Norden grenzt die Bebauung Neuweilers an die Stadtgrenze zu Baesweiler. Neuweiler ist einer der kleinsten Stadtteile. Nach der Auflösung des SV Schwarz–Weiss Neuweiler e. V. 1961, im Jahr 1996, wurde der Sportplatz nicht mehr gepflegt und im Laufe der Zeit holte sich die Natur diesen Zurück. Heute erinnern nur noch die Flutlichtmasten daran.

## Geschichte
In den 1910er Jahren werden einige Privathäuser am nördlichen Alsdorfer Ortsausgang Richtung Baesweiler errichtet. In den 1920er-Jahren folgen Wohnungen für Bergleute der Schachtanlage Grube Anna III, ein Schacht, welcher der Personalfahrt und Bewetterung diente. 1942 richtet der Eschweiler Bergwerksverein EBV im Bereich der Schachtanlage in Neuweiler ein Barackenlager für maximal 600 Ostarbeiterinnen und Ostarbeiter ein.
Wegen Bergschäden müssen zahlreiche Wohngebäude nach dem Zweiten Weltkrieg abgerissen werden und so schrumpfte Neuweiler auf seine heutige Größe.
Nördlich des Ortsteils wurde in den 1980er Jahren ein größerer Einkaufsmarkt errichtet, dem in den letzten Jahren weitere Gewerbegebäude folgten.

## Verkehr
Durch Neuweiler verläuft die B 57.
Die nächste Anschlussstelle ist „Alsdorf“ auf der A 44. Die nächste Euregiobahnhaltestelle ist seit Dezember 2005 „Alsdorf-Alsdorf-Annapark“. Die nächsten Fernverkehrsbahnhöfe sind „Übach-Palenberg“ an der Strecke Aachen–Geilenkirchen–Mönchengladbach und „Eschweiler Hbf“ an der Strecke Aachen–Düren–Köln.
Die AVV-Buslinien 51 und X51 der ASEAG verbinden Neuweiler mit Alsdorf Mitte, Aachen, Würselen und Baesweiler.
| Linie | Verlauf |
| ----- | --- |
| 51    | Waldfriedhof – Burtscheid – Aachen Hbf – Elisenbrunnen – Aachen Bushof – STAWAG – Carolus Thermen – Alter Tivoli – Scherberg – Würselen – Schleibacher Hof – Alsdorf-Annapark – Neuweiler – Oidtweiler – (Carl-Alexander-Park → Baesweiler Reyplatz / Setterich) |
| X51   | Expressbus: Elisenbrunnen – Aachen Bushof – STAWAG – Alter Tivoli – Scherberg – Würselen – Alsdorf-Annapark – Neuweiler – Oidtweiler – (Carl-Alexander-Park → Baesweiler Reyplatz) / (← Setterich)                                                               |